# Wapen van Goedereede

Wapen van Goedereede (1816, 1966)

Het wapen van Goedereede werd op 24 juli 1817 bij besluit van de Hoge Raad van Adel aan de gemeente Goedereede in gebruik bevestigd. Na toevoeging van Ouddorp en Stellendam in 1966 bleef het wapen ongewijzigd, maar werd wel een nieuwe beschrijving opgesteld. In 1991 werd het wapen opnieuw beschreven en licht aangepast. De gemeente ging op 1 januari 2013 in de nieuwe gemeente Goeree-Overflakkee.  Het wapen van Goedereede is daardoor komen te vervallen. In het wapen van Goeree-Overflakkee is alleen de antieke gravenkroon uit het wapen van Goedereede opgenomen.

## Blazoenering
De blazoenering van het wapen van 24 juli 1817 luidde als volgt:
Van keel beladen met 2 torens en hun verder metselwerk, door 2 ketenen aan elkander geklonken, waaronder eene zee is aanbruischende, alles van zilver, op iedere toren eene vaan van keel, waarop een klimmende leeuw van goud en aan den buitenkant der torens 2 omgekeerde ankers van sabel.
Op 9 maart 1966 werd het wapen als volgt beschreven:
In keel een in het water gelegen door 2 ketenen versperde poort bestaande uit 2 torens op walmuren, de muren aan de buitenzijde verlengd en gekanteeld, alles van zilver. De torens gekanteeld en met spits toelopende daken. In iedere toren een rondbogige deuropening waarboven 2 rondbogige vensters van sabel. Aan de binnenzijde van de transen een goud-gezoomde vaan van keel met een gouden leeuw, de leeuw op de linkervaan omgewend, de vanen kepersgewijze geplaatst. De torens aan de buitenzijde vergezeld van een omgekeerd anker van sabel.
Op 17 oktober 1991 werd het gewijzigde wapen als volgt beschreven:
In keel, oprijzend uit een golvende zee, golvend gedwarsbalkt van zes stukken van zilver en azuur, twee door ketenen van sabel met elkaar verbonden torens tussen twee gekanteelde muren, alles van zilver en gevoegd van sabel, elke toren opgebouwd uit een benedenstuk van dezelfde hoogte als de muren, een middenstuk met een rondbogige deur van sabel, een gekanteeld bovenstuk met twee rondbogige ramen van sabel en een puntdak, met aan de binnen zijde der transen twee kepersgewijs geplaatste stokken van sabel,waaraan een goud gezoomd vaan van keel met een naar de stok toegewende leeuw van goud, elke toren aan de buitenzijde vergezeld van een omgekeerd anker van sabel. Het schild gedekt met een gouden kroon van zestien parels, waarop drie parels.

## Geschiedenis
Het wapen is waarschijnlijk een sprekend wapen en werd reeds vrijwel eender beschreven in De Nederlandsche stad- en dorpbeschrijver uit 1793. De voorstelling is bekend van stadszegels uit de zestiende eeuw. Toen de gemeente in 1991 het wapen wilde uitbreiden met een antieke gravenkroon, zoals op een kaart uit 1698 was getekend, is het wapen opnieuw beschreven en is de zee voorgesteld als afwisselend zilveren en blauwe golflijnen.

## Verwante wapens

Heerlijkheidswapen Goedereede circa 1800
Het wapen van Goeree-Overflakkee, met de kroon van het wapen van Goedereede
Wapen van Goeree